# Kudappanakkunnu
Kudappanakkunnu es una ciudad censal situada en el distrito de Thiruvananthapuram en el estado de Kerala (India). Su población es de 41583 habitantes (2011). Se encuentra a 7 km de Thiruvananthapuram y a 64 km de Kollam.

## Demografía
Según el censo de 2011 la población de Kudappanakkunnu era de 41583 habitantes, de los cuales 20059 eran hombres y 21524 eran mujeres. Kudappanakkunnu tiene una tasa media de alfabetización del 96,96%, superior a la media estatal del 94%: la alfabetización masculina es del 98,11%, y la alfabetización femenina del 95,89%.